# Rastres de sàndal
Rastres de sàndal és una pel·lícula catalana estrenada el 28 de novembre de 2014 dirigida per Maria Ripoll. Està basada en la novel·la homònima d'Anna Soler-Pont i Asha Miró. La pròpia Soler-Pont es va encarregar d'adaptar, escriure el guió i produir la pel·lícula. La protagonitzen Aina Clotet i Nandita Das, al capdavant d'un repartiment en el qual destaquen actors com Naby Daklhli, Subodh Maskara i Rosa Novell. La versió original es va rodar en català, anglès i hindi.

## Argument
La pel·lícula narra la història de dues germanes separades de petites i l'intent de tornar a reunir-se. Mina (Nandita Das) és una estrella del cinema indi que viu amb el record de la seva germana petita de la que va haver de separar-se a la força després de la mort de la mare. Trenta anys després, Paula (Aina Clotet) és una biòloga que no sap res del seu passat ni de la seva germana i iniciarà el viatge de descobriment de la seva veritable identitat amb l'ajuda de Prakash (Naby Dakhli), un atractiu immigrant indi que ven pel·lícules de Bollywood en el barri barceloní del Raval. Quan Mina descobreix que la seva germana segueix viva decideix anar a buscar-la, però ella no l'hi posarà gens fàcil.

## Repartiment
- Aina Clotet - Paula / Situada[2]
- Nandita Das - Mina[2]
- Naby Dakhli - Prakash[2]
- Subodh Maskara - Sanjay
- Godeliv Van den Brandt - Nikki
- Rosa Novell - Mare de la Paula[2]
- Gal Soler - Pare de la Paula
- Sunita Shirole - Germana Kamala
- Barbie Jan - Germana Deepa
- Depali Garches - Germana Urvashi
- Neha ABAM - Chamki
- Bhoomika Sharma - Indira

## Premis
7a edició dels premis Gaudí de 2015
- Millor Pel·lícula en llengua catalana per Rastres de sàndal (Guanyadora)[3]
- Millor actriu per Aina Clotet (Nominada)
- Millor actriu secundària per Rosa Novell (Nominada)
- Millor música original per Zeltia Montes i Simon Smith (Nominades)
- Millor direcció artística per Anna Pujol Tauler (Nominada)
- Millor vestuari per Anna Güell (Nominada)
- Millor maquillatge i perruqueria per Concha Rodríguez i Jesús Martos (Nominades)
- Millor direcció de producció per Josep Amorós (Nominat)

29a edició dels Premis Goya
- Millor guió adaptat per Anna Soler-Pont per Rastres de sàndal (Nominada)

Festival de cinema de Mont-real de 2014
- Premi del públic a la millor pel·lícula[4]

## Crítica
- "La directora aconsegueix el seu objectiu d'emocionar sense trucs, mostrant les realitats que hi ha sota el tema de les adopcions. En aquest drama intercultural, no exempt de notes d'humor (...) Puntuació: ★★★ (sobre 5)"[2]
- "Per a amants dels melodrames de sempre. (...) El millor: la barreja de gèneres i cultures. El pitjor: la seva història sembla que l'hem vist moltes vegades (...) Puntuació: ★★★ (sobre 5)"[5]